# 大众新桑塔纳
大众新桑塔纳（Volkswagen New Santana）是一款由中國上汽大众生产的紧凑型三厢轿车，专门针对中国市场。雖然名義上繼承自大眾桑塔納，但採用與大眾波羅的大众集团A05平台。

## 历史
2012年8月15日，在中国市场生产了29年桑塔纳轿车停产，大众集团希望巩固「桑塔纳」在中国畅销车型的地位，从而推出了一款名为新桑塔纳的车型。与中级车的桑塔纳轿车不同的是新桑纳是一款紧凑型的A级车，基于与一汽大众新捷达共享新大众波罗的PQ25平台。

## 配置
与桑塔纳相比新桑塔纳在动力、设计以及配置等方面也进行了全新设计，其车身比老桑塔纳略小，车身尺寸为4473/1706/1469毫米，但轴距比老款加长了55毫米，达到2603毫米。

## 停产风波
2021年11月，上汽大众扬州仪征工厂2022—2023年车型技术改造项目计划书在网络上流传，新桑塔纳会在技术改造后停产，转而投产中期改款途岳、换代凌渡、Polo、途铠。而上汽大众有关人士表示，桑塔纳并没有正式停产，近期由于零部件供应不足等问题，桑塔纳的产能暂时安排给了同一平台的其他车型，并表示从2022年开始暂停桑塔纳车型生产。另一方面，工业和信息化部为鼓励车企生产新能源汽车，实行“双积分”制度，即车企的平均燃油消耗量积分和新能源汽车积分。2020年上汽大众平均燃料消耗量积分为-689778分，新能源汽车积分为-92888分。上汽大众2020年的企业平均燃料消耗量为5.18升/百公里，而数据显示，桑塔纳百公里油耗高于此数据。